# مشهد الله خان
مشهد الله خان (باللغة الأردية: مشاہد اللہ خان، 30 نوفمبر 1952 - 18 فبراير 2021) كان سياسيًا باكستانيًا شغل منصب وزير التغير المناخي في مجلس الوزراء العباسي من أغسطس 2017 إلى مايو 2018. كان زعيم الرابطة الإسلامية الباكستانية في الشمال، خان كان عضوًا في مجلس الشيوخ الباكستاني منذ مارس 2018 وشغل سابقًا منصب وزير التغير المناخي في وزارة شريف الثالثة في عام 2015. توفي مشهد في 18 فبراير 2021 بعد صراع طويل مع المرض.

## النشأة والتعليم
ولد خان عام 1952 في روالبندي. أكمل تعليمه المبكر في المدرسة الإسلامية الثانوية في روالبندي وأكمل تخرجه في كلية جوردون في روالبندي.
حصل على شهادة جامعية من كلية القانون الأردية، جامعة كراتشي عام 1997.

## الحياة السياسية
انضم إلى الرابطة الإسلامية الباكستانية في عام 1990.
في عام 2009 تم انتخاب خان لمجلس الشيوخ الباكستاني كمرشح للرابطة الإسلامية الباكستانية (شمال).
في عام 2015 أعيد انتخاب خان لمجلس الشيوخ الباكستاني كمرشح للرابطة الإسلامية الباكستانية (شمال).
في يناير 2015 تم تعيينه في حكومة رئيس وزراء باكستان آنذاك نواز شريف وعُين رئيسًا لبرنامج بينظير لدعم الدخل بمنصب وزير فيدرالي. لكنه لم يقبل الحقيبة. ومن ثم أصبح فيما بعد وزيرًا لتغير المناخ.
في أغسطس 2015 أُجبر على الاستقالة من منصب وزير التغير المناخي بعد أن زعم في مقابلة مع بي بي سي أن ظهير الإسلام أراد الإطاحة بالقيادة المدنية والعسكرية لباكستان خلال 2014 مسيرة آزادي.
في عام 2017 بعد انتخاب شهيد خاقان عباسي رئيسًا لوزراء باكستان، تم إدخاله في مجلس الوزراء الفيدرالي للعباسي وتم تعيينه وزيراً لتغير المناخ للمرة الثانية. عند حل الجمعية الوطنية عند انتهاء فترتها في 31 مايو 2018، توقف خان عن شغل منصبه كوزير اتحادي لتغير المناخ.
كان عضوًا في مجلس الشيوخ الباكستاني من مارس 2009 حتى وفاته في فبراير 2021.
توفي في 18 فبراير 2021 في إسلام أباد باكستان عن عمر يناهز 68 عامًا. كان طريح الفراش بسبب مرضه.